# Sättra gårds naturreservat
Sättra gårds naturreservat ligger vid Sättra i nordvästra Upplands Väsby kommun, Stockholms län.
Reservatet består av ett kulturlandskap med typisk natur för regionen med öppen åkermark, löv- och barrskogsområden. Naturreservatet omfattar 150 hektar och ligger vid Skarven som är en del av den fjärd av Mälaren som sträcker sig upp till Ekoln, strax söder om Uppsala. 
I omedelbar anslutning till naturreservatet ligger också Kairobadet, ett populärt utflyktsmål sommartid. Vintertid fungerar Kairobadet också som på- och avstigningsplats för dem som vill åka långfärdsskridskor mellan Stockholm och Uppsala, då den plogade isbanan går alldeles vid badet.
Genom reservatet passerar Upplandsleden.

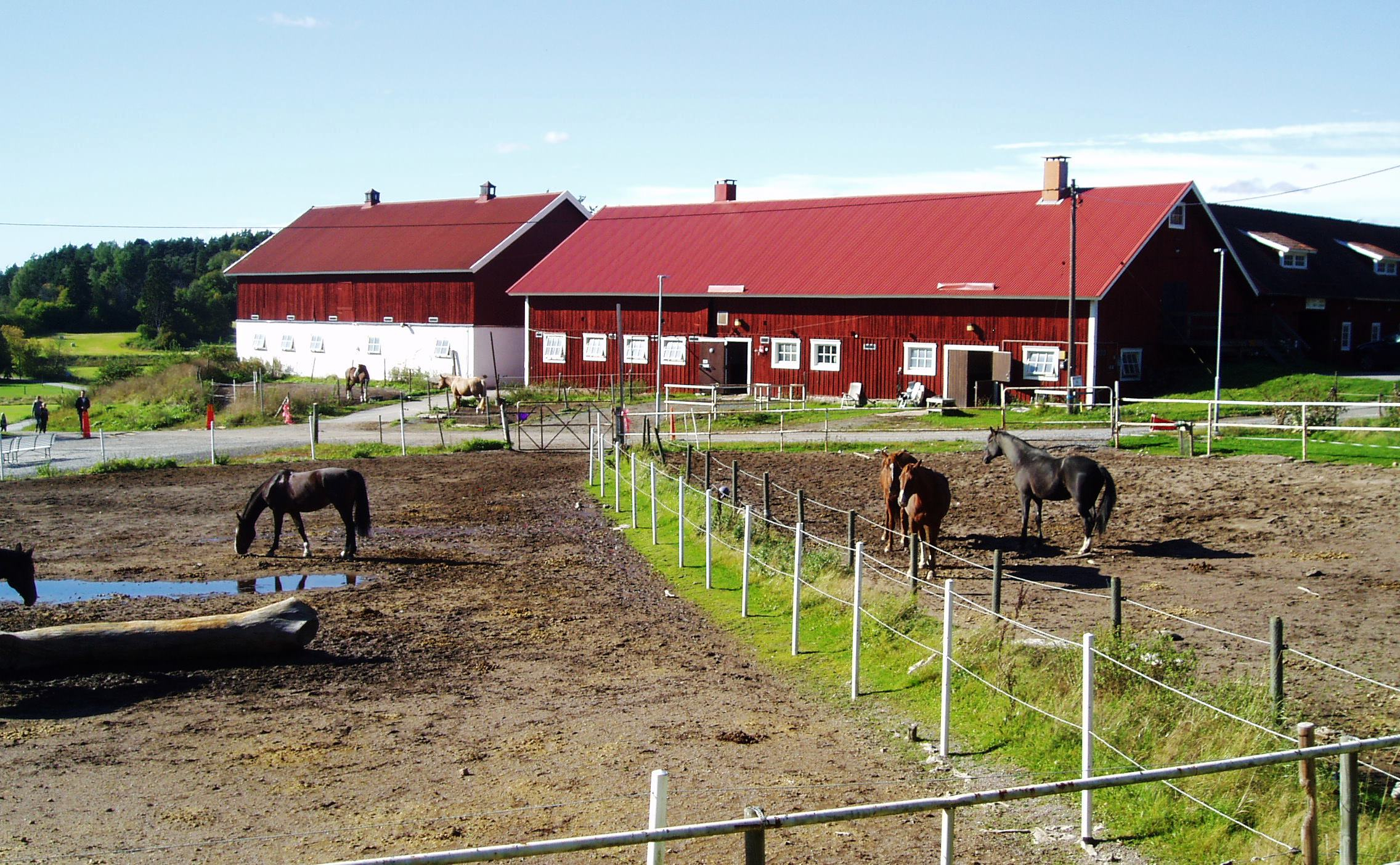
Sättra ridskola
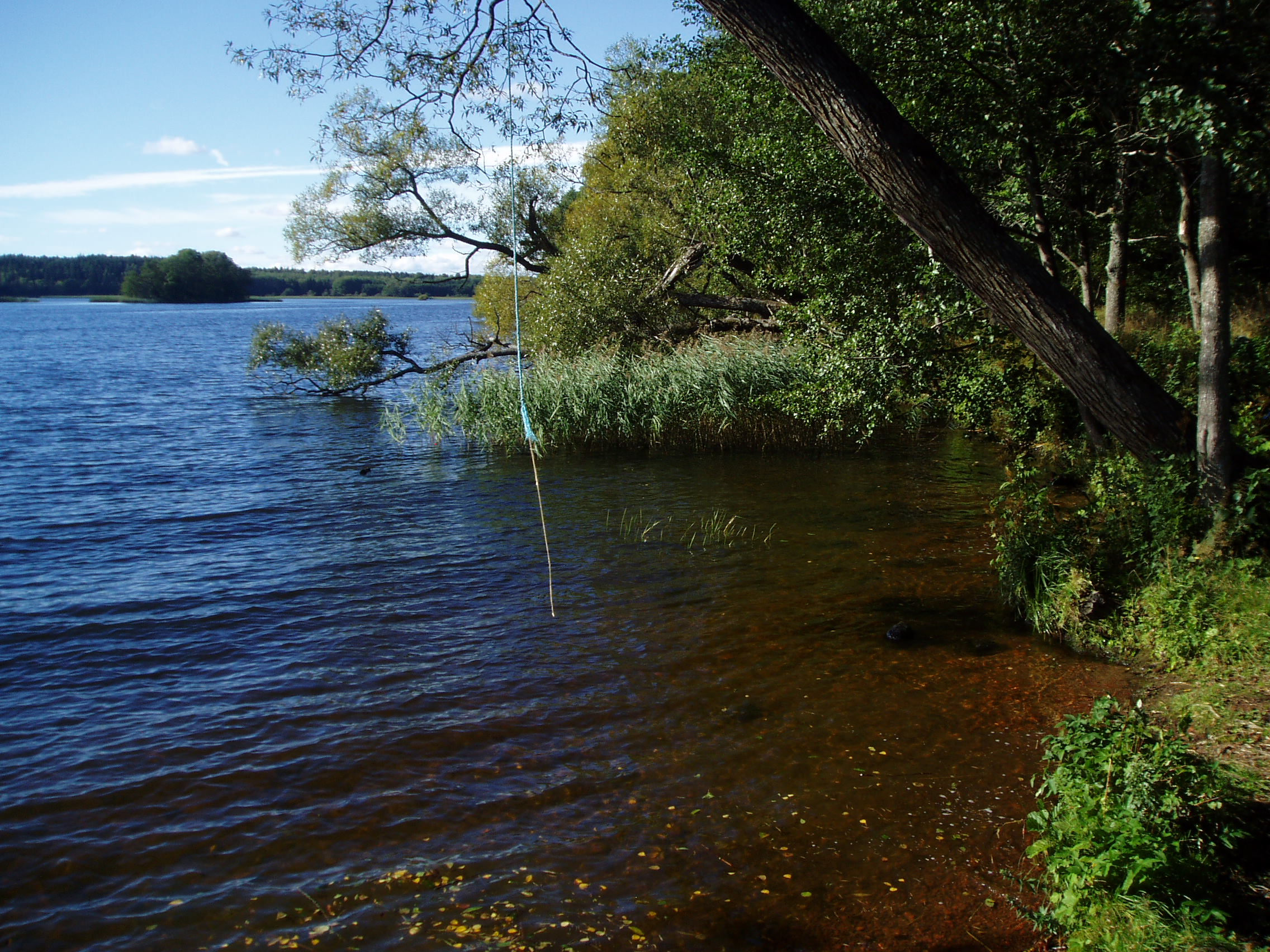
Skarven med ön Alholmen i bakgrunden